# 서울수서경찰서
서울수서경찰서(서울水西警察署, Seoul Suseo Police Station)는 서울특별시경찰청이 관할하는 경찰서 중 하나이다. 서울특별시 강남구 일부를 관할한다. 서울강남경찰서와 함께 서울특별시 강남구를 관할한다. 서울특별시 강남구 개포로 617 (개포동)에 위치하고 있다.
서장은 총경으로 보한다.

## 조직
| - 부속실 - 112치안종합상황실 - 청문감사관 | - 생활안전과 - 여성청소년과 - 교통과 - 형사과 | - 경무과 - 경비과 - 수사과 - 공공안녕정보외사과 - 안보과 |

## 연혁
- 1998년 2월 19일: 수서경찰서 개서
- 2016년 12월 5일: 수서역치안센터 신설

## 관할 지구대
서울수서경찰서는 4개 지구대와 2개 파출소, 6개 치안센터를 산하에 두고 있다.
| 명칭       | 사진 | 주소                    | 관할구역                             | 치안센터                                |
| ---------- | ---- | ----------------------- | ------------------------------------ | --------------------------------------- |
| 대치지구대 |      | 삼성로 203 (대치동)     | 대치1·2·4동                          | 대치치안센터 은마치안센터               |
| 도곡지구대 |      | 언주로 426 (역삼동)     | 도곡1·2동, 역삼동 일부, 역삼1동 일부 | 역서치안센터 도곡치안센터 역삼2치안센터 |
| 일원지구대 |      | 일원로3길 35 (일원동)   | 일원본·1·2동 일부, 개포2동 일부      | 개원치안센터                            |
| 개포지구대 |      | 개포로 261 (개포동)     | 개포1·4동, 개포2동 일부              | 개포치안센터                            |
| 수서파출소 |      | 밤고개로1길 48 (수서동) | 수서동, 일원본동 일부                |                                         |
| 대왕파출소 |      | 헌릉로 623 (세곡동)     | 세곡동, 율현동, 자곡동               |                                         |

## 같이 보기
- 서울강남경찰서
- 서울특별시지방경찰청